# James Brown
James Brown, född James Joseph Brown Jr. den 3 maj 1933 i Barnwell, South Carolina, död 25 december 2006 i Atlanta, Georgia, var en amerikansk soul- och funkartist. Han kom att få stort inflytande på musiker inom såväl soul och funk som rap och hiphop. Han var också känd för att vara en skicklig dansare. Han har fått smeknamn som The Godfather of Soul, Soul Brother Number One och Mr. Dynamite. Han kallade ofta sig själv The Hardest Working Man in Show Business. Gruppen som Brown slog igenom i hette "The famous flames". 
En långfilm baserad på hans liv, Get on Up, med Chadwick Boseman i huvudrollen hade premiär 2014.

## Biografi

### Uppväxt, 1950-talet
Brown föddes 1933 i South Carolina. Han växte upp i skuggan av den stora depressionen i Augusta, Georgia. Vid 16 års ålder åtalades han för väpnat rån och hamnade i fängelse men släpptes efter tre år med villkoren att han inte satte sin fot i Augusta längre än en natt i taget i 10 års tid, att han skötte ett arbete och att han gick i kyrkan varje söndag. Han prövade på boxning och baseboll, men tvingades sluta efter en benskada. 
Brown började sin musikaliska bana i en gospelgrupp, och fick senare kontakter som ledde till ett skivbolagskontrakt. Han hade ett par ordentliga hits (på R&B-listorna) i slutet av 1950-talet (Please, Please, Please (1956), och Try Me (1959). Hans liveuppträdanden var kända för att vara vilda och livliga. Brown sjöng låtarna rakt och rått och hans karaktäristiska skrin fick stor respons av publiken. Redan på hans tidiga material kan man lägga märke till hur rytmiskt och rakt R&B framfördes, något som senare kom att känneteckna funk.

### 1960-talet
Under det tidiga 1960-talet var han en fortsatt favorit på Billboards R&B-lista. På popalbumlistan nådde hans singlar sällan över plats 30. Två av hans större hits under den perioden var "Think" (1960), och instrumentala "Night Train" (1962). Hans genombrott kom 1963 då man spelat in och släppt en av hans liveshower på skiva kallad Live at the Apollo. Albumet nådde plats #2 på popalbumlistan. Året som följde gav honom större singelframgångar med låtarna "Prisoner of Love" och "Out of Sight" (1964), den sistnämnda en stark markering av hans sound.
"Papa's Got a Brand New Bag" och "I Got You (I Feel Good)" var hans första låtar som tog sig in på billboards tio-i-topp på popsingellistan (#8 resp. #3). "I Got You" är hans framgångsrikaste singel till dags dato och har blivit hans signatursång. Soulballaden "It's a Man's Man's Man's World" blev hans största hit 1966. Singeln "Cold Sweat" släpptes 1967 och räknas som en milstolpe inom funken. Ett abstrakt 7 minuter långt jam med "hungrig" text och starka solon. Detta sound fortsatte med "Licking Stick-Licking Stick", och "I Got the Feelin' " (1968). Han gjorde också en politisk markering i och med singlarna "Say it Loud, I'm Black and I'm Proud", "America Is My Home" (båda 1968), och "I Don't Want Nobody to Give Me Nothing (Open Up the Door I'll Get It Myself)" (1970).

### 1970-talet
En av James Browns mest kända låtar släpptes 1970, "Get Up (I Feel Like Being a Sex Machine)". Några andra låtar från den här perioden som räknas som starka är bland andra "Funky Drummer" och "Super Bad" (båda 1970). Vid det laget hade hans klassiska backup-band från 1960-talet med bl. a. Jimmy Nolen (gitarr), Maceo Parker (saxofon), och Fred Wesley (trombon) lämnat honom. Hans nya band inkluderade bl. a. Bootsy Collins som senare blev medlem i Funkadelic. Browns strävande efter full artistisk kontroll och egen finans var en bidragande orsak till att han bytte skivbolag i början på 1970-talet. 
Han hade sedan länge spelat in för King Records, men bytte nu till Polydor. Några singelframgångar på det skivbolaget är "Hot Pants" (1971), "Get On the Good Foot", "Talking Loud and Saying Nothing" (1972), "The Payback" (1974), och "Funky President" (1975). Han spelade också in soundtracks till blaxploitation-filmer.

### 1975-2006
När discomusiken började breda ut sig under senare hälften av 1970-talet slogs Brown ut från listorna, ironiskt eftersom hans musik mycket låg till grund för den stilen. Han hade dock en hyfsat stor singelhit 1976 med "Get up Offa That Thing" där han blandat in discosoundet med sin egen stil. Han fick även andra problem med det ena och det andra. Efter en turbulent tid under 1970- och 80-talen med bland annat fängelse, började Brown släppa lite plattor igen, men han blev aldrig åter lika populär som han var på 1960- och 70-talen. Senast han hade en stor hit var 1985 med låten "Living in America". När hiphopen började breda ut sig på 1980-talet blev det mycket populärt att sampla hans musik. Han tillhörde också de första som blev invalda i Rock and Roll Hall of Fame 1986.
Efter att söndagen den 24 december 2006 ha förts till sjukhus i Atlanta med lunginflammation avled James Brown tidigt nästföljande dag. Han blev 73 år gammal.

## Diskografi

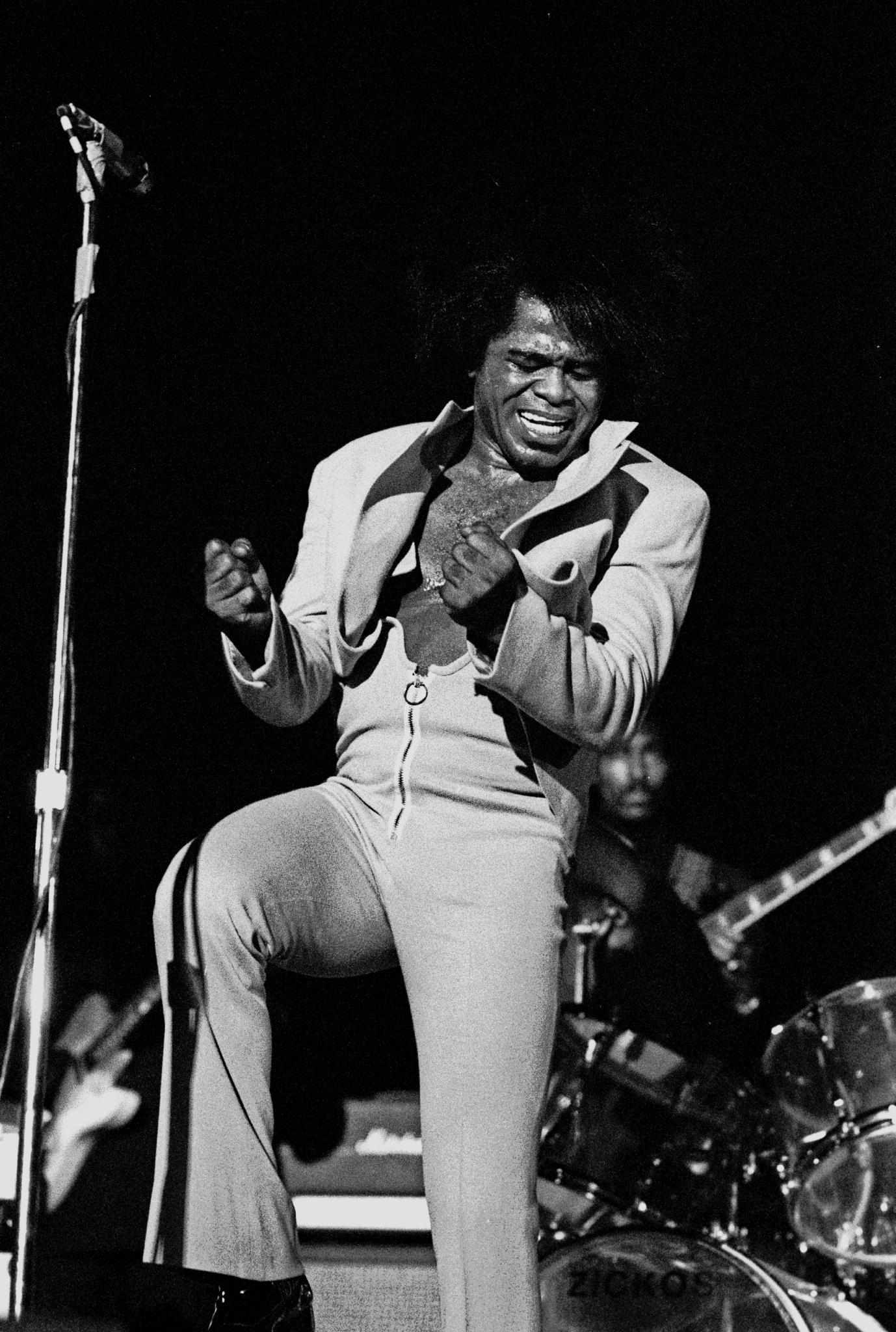
James Brown uppträder i Hamburg 1973.

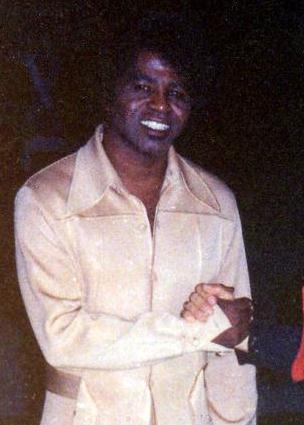
Brown hälsar på fans efter en konsert i Tampa 29/1 1972.
Foto: Arettia Smith Fildi.

### Studioalbum
- 1959 – Please Please Please
- 1959 – Try Me
- 1960 – Think
- 1961 – The Amazing James Brown
- 1961 – James Brown Presents His Band/Night Train
- 1962 – Shout and Shimmy
- 1962 – James Brown and His Famous Flames Tour the USA
- 1963 – Prisoner of Love
- 1963 – Excitement - Mr. Dynamite
- 1964 – Showtime
- 1964 – The Unbeatable James Brown
- 1964 – Grits and Soul
- 1964 – Out of Sight
- 1965 – Papa's Got a Brand New Bag
- 1966 – I Got You (I Feel Good)
- 1966 – James Brown Plays James Brown Today and Yesterday
- 1966 – Mighty Instrumentals
- 1966 – James Brown Plays New Breed (The Boo-Ga-Loo)
- 1966 – It's a Man's Man's Man's World
- 1966 – James Brown Sings Christmas Songs
- 1966 – Handful of Soul
- 1967 – Sings Raw Soul
- 1967 – James Brown Plays the Real Thing
- 1967 – Cold Sweat
- 1968 – James Brown Presents His Show of Tomorrow
- 1968 – I Can't Stand Myself
- 1968 – I Got the Feelin'
- 1968 – James Brown Sings Out of Sight
- 1968 – Thinking About Little Willie John and a Few Nice Things
- 1968 – A Soulful Christmas
- 1969 – Say It Loud - I'm Black and I'm Proud
- 1969 – Gettin' Down to It
- 1969 – The Popcorn
- 1969 – It's a Mother
- 1970 – Ain't It Funky
- 1970 – Soul on Top
- 1970 – It's a New Day - Let a Man Come In
- 1970 – Hey America
- 1971 – Super Bad
- 1971 – Sho' Is Funky Down Here
- 1971 – Hot Pants
- 1972 – There It Is
- 1972 – Get on the Good Foot
- 1973 – Black Caesar
- 1973 – Slaughter's Big Rip-Off
- 1974 – The Payback
- 1974 – Hell
- 1975 – Reality
- 1975 – Sex Machine Today
- 1976 – Everybody's Doin' the Hustle and Dead on the Double Bump
- 1976 – Hot
- 1976 – Get Up Offa That Thing
- 1976 – Bodyheat
- 1977 – Mutha's Nature
- 1978 – Jam 1980's
- 1979 – Take a Look at Those Cakes
- 1979 – The Original Disco Man
- 1980 – People
- 1981 – Nonstop!
- 1980 – Soul Syndrome
- 1983 – Bring It On
- 1986 – Gravity
- 1988 – I'm Real
- 1991 – Love Over-Due
- 1993 – Universal James
- 1998 – I'm Back!
- 2002 – The Next Step

### Livealbum
- 1963 – Live at the Apollo
- 1964 – Pure Dynamite
- 1967 – The James Brown Show
- 1967 – Live at the Garden
- 1968 – Live at the Apollo, Volume II
- 1970 – Sex Machine
- 1971 – Revolution of the Mind: Live at the Apollo, Volume III
- 1980 – Hot on the One
- 1981 – Live In New York
- 1985 – Live In Chastain Park
- 1988 – James Brown and Friends: Soul Session Live
- 1992 – Love, Power, Peace: Live at the Olympia, Paris 1971
- 1995 – Live at the Apollo 1995
- 1998 – Say It Live & Loud: Live in Dallas 08.26.68

### Framgångsrika singlar
(Listplaceringar på Billboard-listan och UK Singles Chart anges efter titeln)
- 1959 – Try Me US #48, US R&B #1
- 1962 – Night Train US #35, US R&B #5
- 1965 – Papa's Got a Brand New Bag US #8, US R&B #1, UK #25
- 1965 – I Got You (I Feel Good) US #3, US R&B #1, UK #29
- 1966 – It's a Man's Man's Man's World US #8, US R&B #1, UK #13
- 1967 – Cold Sweat US #7, US R&B #1
- 1968 – I Got the Feelin' US #6, US R&B #1
- 1968 – Licking Stick – Licking Stick US #14, US R&B #2
- 1968 – Say It Loud (I'm Black and I'm Proud) US #10 US R&B #1
- 1969 – Give It Up or Turnit a Loose US #15, US R&B #1
- 1969 – Mother Popcorn US #11, US R&B #1
- 1970 – Funky Drummer US #51, US R&B #20
- 1970 – Get Up (I Feel Like Being a Sex Machine) US #15, US R&B #2, UK #32
- 1970 – Super Bad US #13, US R&B #1
- 1971 – Hot Pants US #15, US R&B #1
- 1971 – Make It Funky US #22, US R&B 1
- 1972 – Talking Loud and Saying Nothing US #27, US R&B #1
- 1972 – Get On the Good Foot US #18, US R&B #1
- 1974 – The Payback US #26, US R&B #1
- 1976 – Get Up Offa That Thing US #45, US R&B #4, UK #22
- 1986 – Living in America US #4, US R&B #10, UK #5

## Filmografi, i urval
- 1980 - The Blues Brothers
- 1985 - Rocky IV
- 1998 - Blues Brothers 2000